# Drum național 74
Der Drum național 74 (rumänisch für „Nationalstraße 74“, kurz DN74) ist eine Hauptstraße in Rumänien.

## Verlauf
Die Straße zweigt in Brad vom Drum național 76 (zugleich Europastraße 79) nach Osten ab und verläuft über Crișcior und weiter nach Nordosten durch das Bihor-Gebirge über den Vulcan-Pass 750 m nach Abrud (Großschlatten), wo der Drum național 74A nach Norden abzweigt, wendet sich dort nach Südosten und verläuft durch das Siebenbürgische Erzgebirge nach Zlatna (Kleinschlatten) und von dort weiter in östlicher Richtung nach Alba Iulia (Karlsburg), wo sie auf den Drum național 1 (Europastraße 81) trifft und an diesem endet.
Die Länge der Straße beträgt rund 105 Kilometer.